# Kim Bình Mai
Kim Bình Mai (金瓶梅, Jīnpíngméi), tên đầy đủ là Kim Bình Mai từ thoại (Truyện kể có xen thi từ về Kim Bình Mai); là bộ tiểu thuyết dài gồm 100 hồi và là một trong Tứ đại kỳ thư của Trung Quốc.
Đây là bộ truyện dài đầu tiên mà cốt truyện hoàn toàn là hư cấu sáng tạo của một cá nhân. Trước đó, các truyện kể đều dựa ít nhiều vào sử sách hoặc truyện kể dân gian, và đều là sự chắp nối công sức của nhiều người. Tên truyện do tên ba nhân vật nữ là Phan Kim Liên, Lý Bình Nhi và Bàng Xuân Mai mà thành.
Theo một số nhà nghiên cứu văn học, thì tác giả là một người ở Sơn Đông không rõ họ tên, có bút hiệu là Lan Lăng Tiếu Tiếu Sinh (có nghĩa là Ông thầy cười ở Lan Lăng).
Có thể nói trong các tiểu thuyết viết về nhân tình thế thái (nói gọn là thế tình, tức tình đời) ở Trung Quốc, thì đây là truyện có tiếng nhất, đã khiến cho nhiều người bàn luận.

## Vài nét về bộ truyện
Theo bài tựa của Hân Hân Tử ở trong sách Kim Bình Mai từ thoại, thì tác giả là Lan Lăng Tiếu Tiếu sinh hay nói gọn là Tiếu Tiếu Sinh.

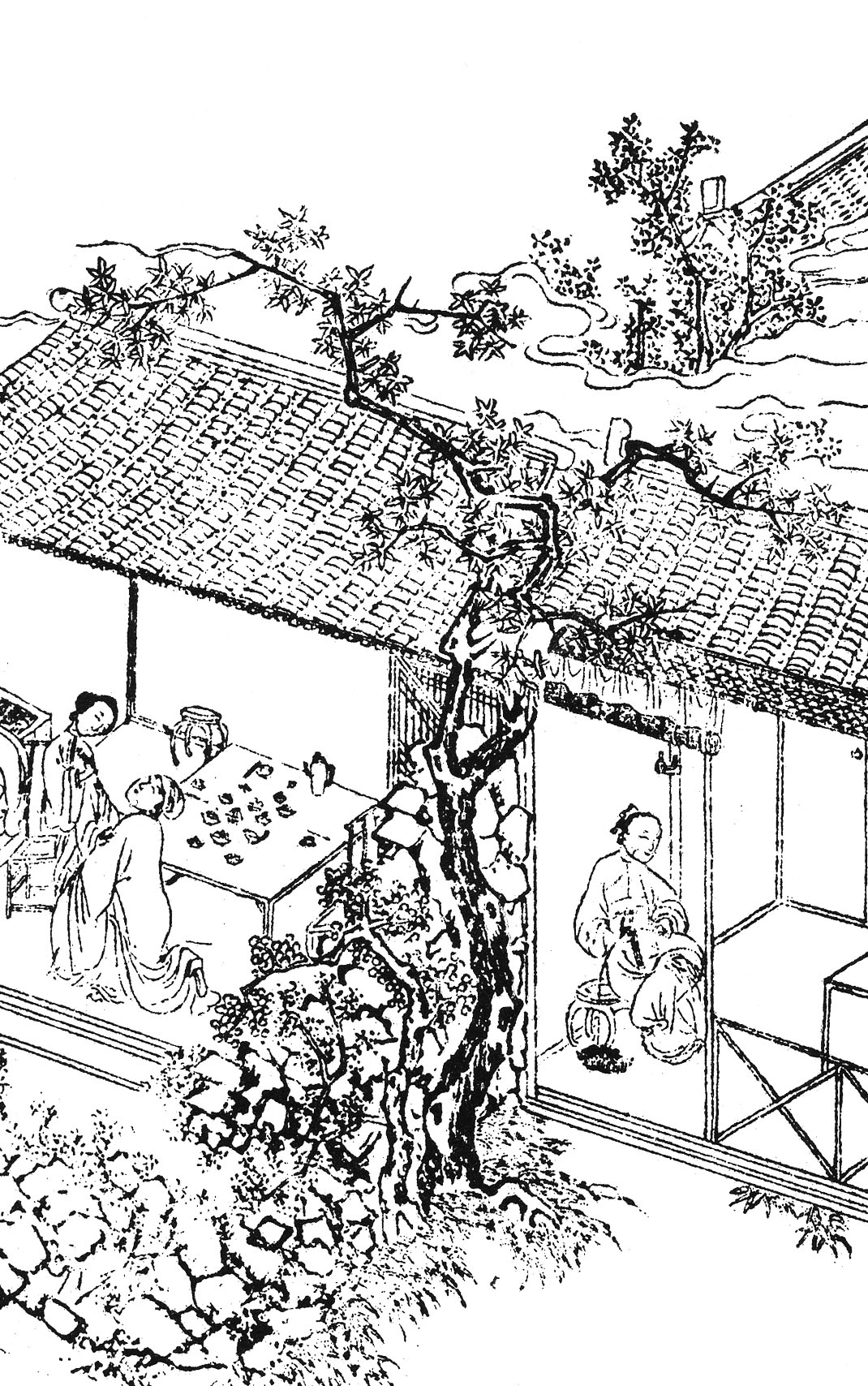
Tây Môn Khánh và Phan Kim Liên bên trái. Vương bà bên phải.
Bản in Kim Bình Mai năm 1617.

Song đây chỉ là bút hiệu, còn tên thật của tác giả là gì thì có nhiều lời đồn đoán, như đó có thể là Hân Hân Tử, là Vương Thế Trinh, hoặc là: Lý Khai Tiên, Triệu Nam Tinh, Tiết Ứng Kỳ,... nhưng tất cả đều không đủ chứng cứ để chắc chắn. Vì vậy, trong cuốn Vạn Lịch dã hoạch biên, Thẩm Đức Phù chỉ nói tác giả là một "đại danh sĩ" thời Gia Tĩnh (niên hiệu vua Minh Thế Tông từ 1522 đến 1566). Ý kiến này có thể xác đáng, vì thời gian sáng tác và thời gian sống của tác giả khá ăn khớp nhau.
Tuy chưa thể quả quyết, nhưng qua tác phẩm có thể thấy, tác giả dùng tiếng địa phương Sơn Đông rất thành thạo, và Lan Lăng chính là tên cũ của huyện Dịch thuộc tỉnh Sơn Đông; vậy rất có thể tác giả là người Sơn Đông, và từng sống ở Bắc Kinh, vì trong tác phẩm hầu như đều lấy nơi đây làm bối cảnh.
Kim Bình Mai có lẽ viết xong vào khoảng từ năm Long Khánh thứ 2 (niên hiệu của vua Minh Mục Tông) đến năm Vạn Lịch thứ 30 (niên hiệu của vua Minh Thần Tông), tức từ 1568 đến 1602, nhưng phải 8 năm sau (1610) tác phẩm mới được khắc in, vì bị ghép vào loại dâm thư.
Theo nhà văn Lỗ Tấn, ban đầu chỉ có bản chép tay. Sau, Viên Hoằng Đạo có thấy được vài hồi, bèn đem ghép với Thủy Hử truyện, và gọi là Ngoại điển. Đến năm 1610, tác phẩm mới được khắc in ở Ngộ Trung. Nhưng vì hồi 53 đến hồi 57 đã khuyết mất, nên có người (không rõ là ai) đã phải viết bổ sung.
Những bản Kim Bình Mai hiện còn chia làm hai loại: 
- Kim Bình Mai từ thoại. Đầu quyển có bài tựa của Long Châu Khánh, là người đất Đông Ngô, viết năm Vạn Lịch thứ 15 (1617) đời nhà Minh.
- Nguyên bản Kim Bình Mai, viết vào khoảng những năm Thiên Khải đời nhà Minh (Niên hiệu của Minh Hy Tông, từ 1621 đến 1627).

Sự khác nhau chủ yếu của chúng thể hiện ở chỗ nửa đầu của hồi thứ nhất, hồi thứ 53 và hồi thứ 54 là hoàn toàn khác nhau về lối hành văn, thí dụ như ở loại 1 phần lớn là từ, thì ở loại 2 phần lớn lại là thơ...

## Nội dung sơ lược

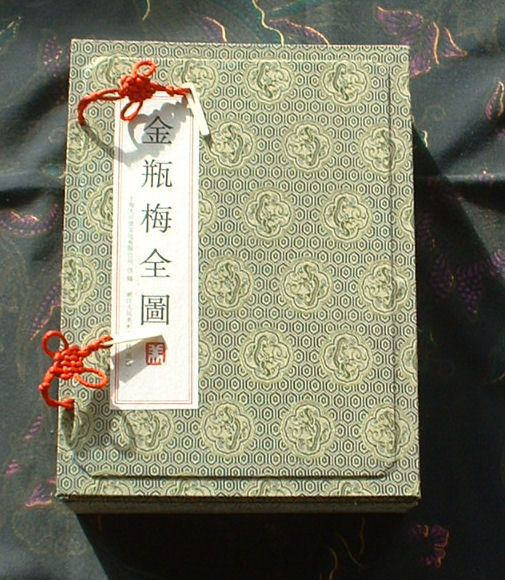
Bìa sách Kim Bình Mai

Tác phẩm Kim Bình Mai vốn được phát triển từ một số tình tiết trong tác phẩm Thủy Hử (từ hồi 23 đến hồi 26) của Thi Nại Am.
Nội dung truyện chủ yếu mô tả cuộc đời nhiều tội ác và trụy lạc của nhân vật Tây Môn Khánh, hiệu Tứ Truyền, là người Thanh Hà, vốn là chủ một hiệu thuốc nhưng không ưa đọc sách, chỉ giỏi chơi bời phóng đãng, lại kết bạn với một bọn du côn đàng điếm.
Ông này đã có một vợ chính và ba người thiếp, nhưng thấy Phan Kim Liên có nhan sắc, ông liền lập mưu giết chết chồng nàng là Võ Đại (trong Thủy Hử truyện ghi là Võ Đại Lang), rồi cưới nàng làm thiếp.
Võ Tòng (em trai Võ Đại) báo thù, giết lầm người khác nhưng Tây Môn Khánh vẫn không can gì...Sau đó, Tây Môn Khánh còn mua Lý Bình Nhi về làm vợ lẽ, và gian dâm với người hầu gái của Phan Kim Liên là Bàng Xuân Mai.
Nhờ thông đồng với quan lại, Tây Môn Khánh trở thành một cường hào. Rồi nhờ nhận Thái Kinh (một trọng thần) làm cha nuôi, ông được bổ làm một chức quan coi việc xử án trong huyện, nên tha hồ đổi trắng thay đen để ức hiếp dân lành. Có tiền, có thế, ông ta lại càng ăn chơi phóng đãng, hoang dâm vô độ, để rồi cuối cùng lâm bạo bệnh mà chết (hồi thứ 80).
Tiếp theo, Kim Liên và Xuân Mai (lúc này không còn Lý Bình Nhi vì đã ốm chết ở hồi 63) lại thông dâm với con rể của Tây Môn Khánh là Trần Kính Tế. Việc bị phát giác, cả hai bị Nguyệt Nương, vợ cả của Tây Môn Khánh, đuổi khỏi nhà. Võ Tòng tình cờ gặp Kim Liên ở nhà Vương bà bèn giết chết (hồi 87).
Phần Xuân Mai thì bán cho viên quan họ Chu (Chu Tú), được ông này yêu lại có con nên được làm vợ cả. Gặp lại Trần Kính Tế, Xuân Mai giả gọi là em, tìm cách đưa vào nhà để thông dâm như cũ. Khi quan họ Chu đi đánh Tống Giang có công, được thăng quan, Kính Tế cũng được thăng làm tham mưu vì có dự phần. Đến hồi 99, Kính Tế bị đâm chết vì kết oán với Trương Thắng. Khi quân Kim tràn vào lấn cướp, Chu Tú tử trận, Xuân Mai sau đó cũng chết đột ngột vì dâm dục quá độ với người con chồng là Chu Nghĩa (hồi 100).
Gặp cảnh nước nhà loạn lạc, Nguyệt Nương dắt đứa con trai độc nhất của họ Tây Môn là Hiếu Ca trốn chạy. Dọc đường, gặp một nhà sư cho biết Hiếu Ca chính là kiếp sau của Tây Môn Khánh, phải xuất gia đầu Phật mới khỏi nạn. Nghe lời, Nguyệt Nương bèn gửi con vào cửa Phật, sau trở thành nhà sư Minh Ngộ.

## Một vài đánh giá
Trong Kim Bình Mai, hiện thực được phản ánh là bộ mặt thật của xã hội phong kiến thời Minh, từ sau Chính Đức (1521) đến giữa Vạn Lịch (1570-1620).
Tác giả muốn thông qua nhân vật điển hình là Tây Môn Khánh để vạch trần sự xấu xa bỉ ổi của xã hội lúc bấy giờ một cách khách quan, cụ thể và chi tiết.
Trong cuộc hội thảo quốc gia về bộ truyện này ở Trung Quốc năm 1987, đã khẳng định giá trị phê phán và hiện thực của tác phẩm và vị trí quan trọng của nó trong quá trình phát triển chủ nghĩa hiện thực. Vì thế, nó đã được phép phát hành rộng rãi và dựng thành phim.
Theo Lời Tựa của một "Danh sĩ đời Minh" (và cũng là tác giả), viết vào mùa hạ năm Gia Tĩnh thứ 37 (Mậu Ngọ, 1558) đề ở đầu bộ truyện, thì đây là một tác phẩm mà các nhân vật đều tuân theo luật "báo ứng", cốt để người đọc "sợ sệt mà tự răn mình, đồng thời tự di dưỡng tâm tính". Vì thế, theo GS. Lương Duy Thứ, tác giả đã đưa người đọc đến một kết luận rằng: cuộc đời chỉ là sự minh họa cho chân lý nhà Phật "sắc không, không sắc", và rốt cuộc giải pháp cũng chỉ có thể là con đường "Minh ngộ" (có nghĩa hiểu được chân lý của sự giác ngộ) mà thôi.
Và cũng theo giáo sư, trong lịch sử văn học Trung Quốc "phải đợi đến Kim Bình Mai mới xuất hiện một kiểu nhân vật thoát ly hẳn lịch sử, và có sự đa dạng trong tính cách, không còn 'trắng đen minh bạch' như trước kia. Song, cũng vì hướng nhân vật theo luật 'quả báo', nên tính cách nhân vật thay đổi có phần gượng ép, thí dụ như Lý Bình Nhi trước kia hung ác hiểm độc, sau lại hiền lành nhu nhược; Phan Kim Liên trước kia đáo để ranh ma, sau lại đứng đắn tử tế"...
Về mặt nghệ thuật, tác giả đã sáng tạo được một số nhân vật rất điển hình (Tây Môn Khánh, Phan Kim Liên, Bàng Xuân Mai,...), đồng thời có tài làm cho các tính cách nhân vật khác nhau khá rõ.
Một điểm đáng chú ý nữa, đó là người viết đã vượt qua nhiều khuyết điểm của loại chuyện chương hồi khác; có nghĩa là tác giả người "viết chuyện" chứ không phải là người "thuật chuyện", vì thế những sự việc tiếp diễn đều do nhân vật tự bộc lộ. 
Riêng phần phong cách ngôn ngữ trong truyện, nhìn chung là trong sáng, dí dỏm và trau chuốt.

## Giai thoại
Tương truyền cha của Vương Thế Trinh (một trong số người từng được coi là tác giả của Kim Bình Mai), là Vương Dư bị Nghiêm Tung ám hại. Lúc bấy giờ uy thế của Nghiêm Thế Phiên (con trai độc nhất của Nghiêm Tung) rất mạnh nên Vương Thế Trinh không làm gì được. Biết Nghiêm Thế Phiên là người rất thích đọc truyện khiêu dâm, Vương Thế Trinh bèn viết ra bộ Kim Bình Mai rồi tìm cách đưa đến. Ở mỗi góc tờ sách đều có tẩm thuốc độc, để khi Nghiêm Thế Phiên lấy tay thấm vào môi lật sách thì sẽ bị ngộ độc mà chết...
Vì thế, mới có người đem câu chuyện trên (được gọi là "Khổ hiếu thuyết") đặt lên đầu bộ truyện Kim Bình Mai. Song theo Nguyễn Huy Khánh, đây chẳng qua là một câu chuyện truyền khẩu không căn cứ. Có thể vì thấy chuyện dâm ô quá, sợ mất tiếng Vương Thế Trinh, nên mới bày thêm chuyện "Khổ hiếu thuyết" để biện giải cho họ Vương.

## Thông tin liên quan
Kế tục Kim Bình Mai, thời Vạn Lịch lại có truyện tên là Ngọc Kiều Lý, nghe nói cũng là do tác giả Tiếu Tiếu Sinh viết, nhưng nay đã thất truyền. Đại để, sách này cũng như sách trước (chỉ Kim Bình Mai), thảy đều đặt ra chuyện nhân quả báo ứng. Võ Đại kiếp sau hóa làm dâm phu, Tây Môn Khánh thì làm người đàn ông si ngốc...
Ngoài ra còn có Tục Kim Bình Mai gồm 64 hồi, do Đinh Diệu Cang, người Sơn Đông biên soạn, làm xong khoảng đầu đời Thanh. So với Kim Bình Mai, tuy cũng thuộc loại "nhân tình thế thái", nhưng nội dung cả hai bộ đều kém xa.

## Chuyển thể
- Kim Bình Song Diễm (金瓶双艳): phim có sự tham gia của Thành Long do Thiệu thị huynh đệ của Thiệu Dật Phu sản xuất, công chiếu năm 1974
- Hận tình Phan Kim Liên: loạt phim 20 tập của Hong Kong, công chiếu 1994
- Tân Phan Kim Liên: loạt phim 5 tập của Hong Kong và Đài Loan hợp tác, công chiếu 1995
- Kim Bình Mai (phim 1996)[13]
- Kim Bình Mai (phim 2008) (金瓶梅 (2008年电影))[14]

## Sách tham khảo
- Tiếu Tiếu sinh, Kim Bình Mai (trọn bộ 4 tập). Nhà xuất bản Khoa học xã hội, 1989. In theo bản của Nhà xuất bản Chiêu Dương (1989), có đối chiếu bản gốc và tham khảo các bản khác.
- Lỗ Tấn, Sơ lược lịch sử tiểu thuyết Trung Quốc (Lương Duy Tâm dịch). Nhà xuất bản Văn hóa, 1996.
- Sở nghiên cứu văn học thuộc Viện Khoa học xã hội Trung Quốc biên soạn, Lịch sử văn học Trung Quốc (Tập 3), Bản dịch do Nhà xuất bản Giáo dục Việt Nam ấn hành năm 1993.
- Lương Duy Thứ, mục từ "Kim Bình Mai" trong Từ điển văn học (bộ mới). Nhà xuất bản Thế giới, 2004.
- Nguyễn Huy Khánh, Khảo luận tiểu thuyết cổ điển Trung Hoa. Nhà xuất bản Văn học, 1991.